# Gyeryong
Gyeryong (en coreà: 계룡시) és una ciutat de la província de Chungcheong del Sud al centre-aquest de la república de Corea del Sud. Està situada al sud de Seül a uns 130 km i a 60 km al sud de Daejeon, a la frontera amb la província de l'oest. La seva àrea és de 60.79 km² i la seva població total és de 42.238 (2009). La ciutat va ser creada l'any 2003, a partir d'una divisió de Nonsan. Aproximadament la meitat (47%) dels habitants de la ciutat estan servint a l'exèrcit de Corea del Sud, o són familiars de membres del servei. La ciutat és la seu de diverses conferències importants militars internacionals. Al costat de la ciutat es troba la muntanya Gyeryong (계룡산) de 845 metres.

## Administració
La ciutat de Gyeryong es divideix en 1 districte i 2 municipis.
- Districte Geum-am (금암동）
- Municipi duma (두마면）
- Municipi sindoan (신도안면）
- Municipi eomsa (엄사면）